# Využití tabletů ve vzdělávání žáků se zdravotním postižením
Žáci se zdravotním postižením se řadí dle § 16 školského zákona (č. 561/2004 Sb. Zákon o předškolním, základním, středním, vyšším odborném a jiném vzdělávání) mezi žáky se speciálními vzdělávacím potřebami.
Práce s tabletem těmto žákům umožňuje rozvíjet dovednosti a schopnosti, které děti v běžné škole mají přirozeně zvládnuté. Díky nástrojům, funkcím a nastavení, které tablet umožňuje si mohou studenti přizpůsobit jeho použití podle svých specifických schopností. Výuku usnadňují aplikace, které využívají technické možnosti tabletů a jsou upraveny pro různé druhy postižení. Pokud učitelé chtějí ve výuce využívat tablet, musí ho ovládat, znát jeho možnosti a na základě toho změnit učební postupy.